# Тумиловичи
Тумиловичи (бел. Тумілавічы) — деревня в Докшицком районе Витебской области Белоруссии, центр Тумиловичского сельсовета. Население — 221 человек (2019).

## География
Деревня находится в 13 км к северо-востоку от райцентра, города Докшицы. Через деревню проходит шоссе Р29 (Докшицы — Ушачи). Ближайшая ж/д станция Порплище находится в 20 км к западу (линия Полоцк — Молодечно).

## История

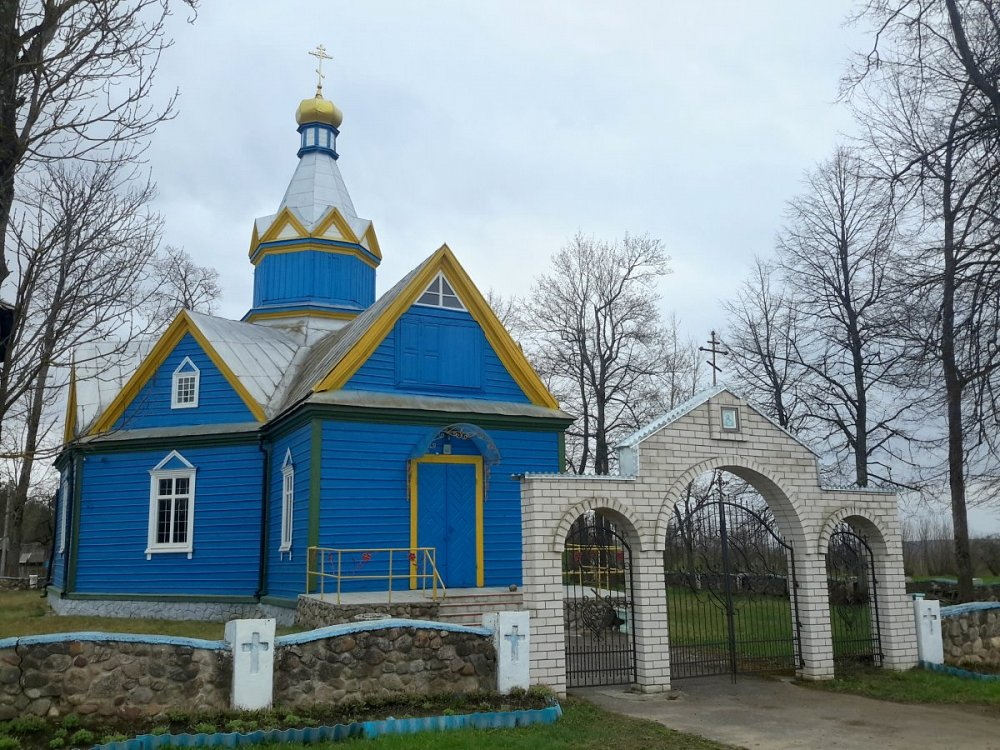
Церковь Святого Георгия

В окрестностях Тумиловичей есть курганные могильники, что свидетельствует о существовании здесь населения с древности. В XVI веке принадлежало Радзивиллам, в документах зафиксирован их конфликт с Корсаками, владельцами усадьбы Голубичи по ту сторону Березины.
Позднее имение перешло в собственность жмудского епископа Станислава Кишки, который подарил Тумиловичи ордену бенедиктинцев.
В 1793 году в результате второго раздела Речи Посполитой Тумиловичи вошло в состав Российской империи, имение было изъято у бенедиктинцев и передано Кириллу Юзефовичу. В 1795 году в селе существовала униатская церковь, её судьба неизвестна. В 1864 году построена новая православная церковь св. Георгия (сохранилась до наших дней).
Согласно переписи населения 1897 года, в Тумиловичах было 55 дворов, 223 жителей, волостное правление, церковь, 2 магазина, лавка, трактир, народное училище.
После Советско-польской войны Тумиловичи оказались в составе межвоенной Польской Республики. В 1930 году в деревне было 46 дворов и 224 жителей. С 1939 года — в составе БССР. Во время фашистской оккупации фашисты сожгли большую часть деревни.

## Достопримечательности
- Деревянная Георгиевская церковь. 1864 год (по другим данным 1870-е года).